# Phetchaburi (fleuve)
La Phetchaburi est un petit fleuve de la péninsule Malaise, au sud-ouest de la Thaïlande. 

## Géographie
Il prend sa source dans le parc national de Kaeng Krachan et traverse la province de Phetchaburi, ainsi que sa capitale Phetchaburi, avant de se jeter dans le Golfe de Thaïlande après 210 km.[réf. souhaitée]
Au sortir du parc national de Kaeng Krachan, le barrage de Kaeng Krachan, construit en 1966, crée sur son cours un lac de barrage d'une superficie de 46,5 km².

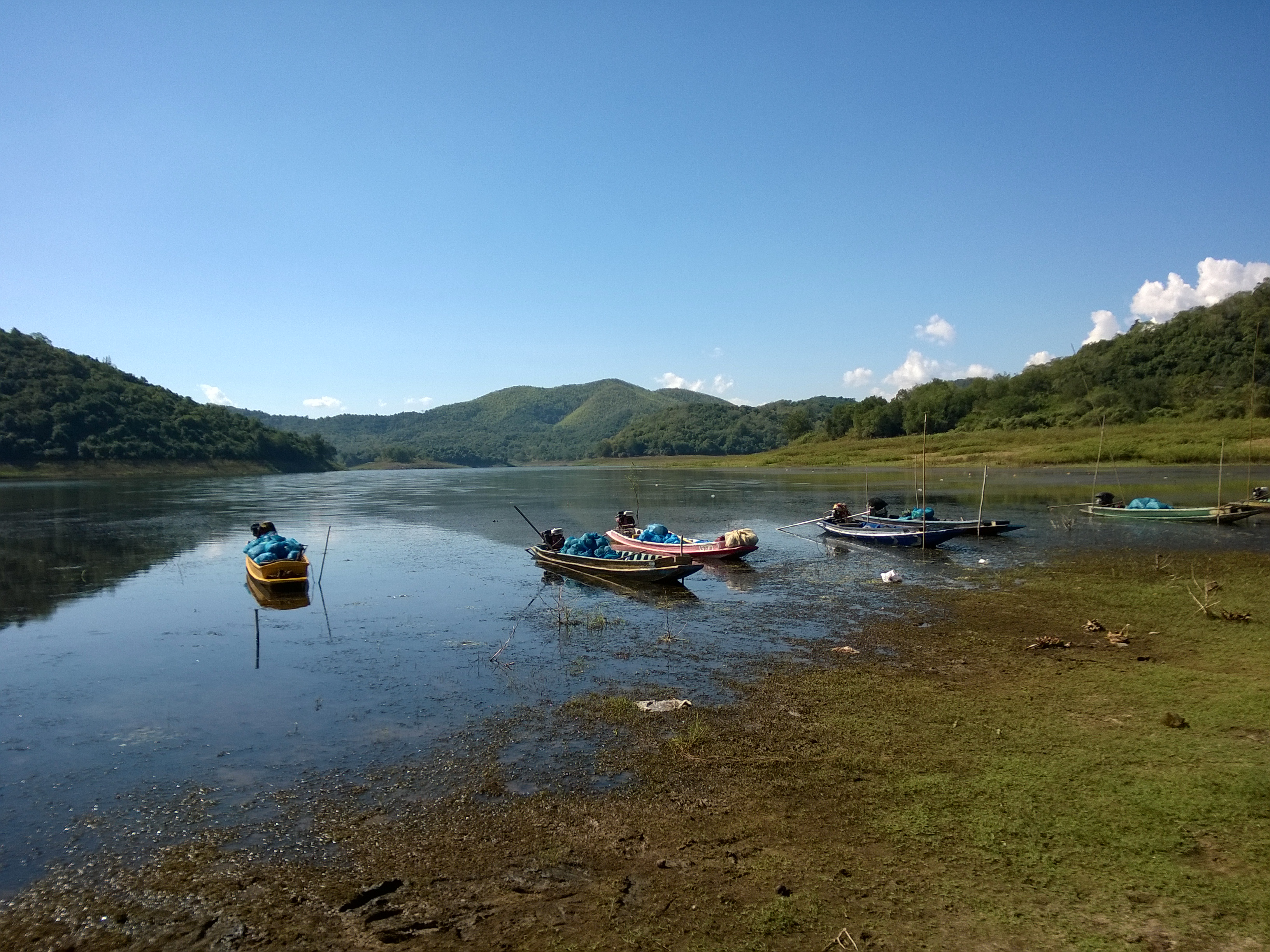
Bateaux sur le lac de Kaeng Krachan